# Simplé
Simplé és un municipi francès situat al departament de Mayenne i a la regió de País del Loira. L'any 2007 tenia 343 habitants.

## Demografia

### Població
El 2007 la població de fet de Simplé era de 343 persones. Hi havia 132 famílies de les quals 34 eren unipersonals (17 homes vivint sols i 17 dones vivint soles), 34 parelles sense fills, 60 parelles amb fills i 4 famílies monoparentals amb fills.
La població ha evolucionat segons el següent gràfic:
Habitants censats

### Habitatges
El 2007 hi havia 145 habitatges, 133 eren l'habitatge principal de la família, 6 eren segones residències i 5 estaven desocupats. 143 eren cases i 2 eren apartaments. Dels 133 habitatges principals, 90 estaven ocupats pels seus propietaris i 43 estaven llogats i ocupats pels llogaters; 5 tenien dues cambres, 17 en tenien tres, 53 en tenien quatre i 58 en tenien cinc o més. 95 habitatges disposaven pel capbaix d'una plaça de pàrquing. A 61 habitatges hi havia un automòbil i a 60 n'hi havia dos o més.

### Piràmide de població
La piràmide de població per edats i sexe el 2009 era:
| Homes | Edats   | Dones |
| ----- | ------- | ----- |
| 0     | 95 o +  | 0     |
| 0     | 90 a 94 | 0     |
| 0     | 85 a 89 | 0     |
| 4     | 80 a 84 | 0     |
| 12    | 75 a 79 | 16    |
| 0     | 70 a 74 | 0     |
| 4     | 65 a 69 | 4     |
| 16    | 60 a 64 | 8     |
| 16    | 55 a 59 | 12    |
| 0     | 50 a 54 | 8     |
| 12    | 45 a 49 | 4     |
| 4     | 40 a 44 | 4     |
| 8     | 35 a 39 | 4     |
| 20    | 30 a 34 | 16    |
| 8     | 25 a 29 | 12    |
| 4     | 20 a 24 | 4     |
| 4     | 15 a 19 | 0     |
| 4     | 10 a 14 | 0     |
| 8     | 5 a 9   | 16    |
| 4     | 0 a 4   | 12    |

## Economia
El 2007 la població en edat de treballar era de 207 persones, 163 eren actives i 44 eren inactives. De les 163 persones actives 151 estaven ocupades (79 homes i 72 dones) i 11 estaven aturades (6 homes i 5 dones). De les 44 persones inactives 15 estaven jubilades, 17 estaven estudiant i 12 estaven classificades com a «altres inactius».

### Ingressos
El 2009 a Simplé hi havia 133 unitats fiscals que integraven 361 persones, la mediana anual d'ingressos fiscals per persona era de 14.717 €.

### Activitats econòmiques
Dels 16 establiments que hi havia el 2007, 2 eren d'empreses de fabricació d'altres productes industrials, 6 d'empreses de construcció, 2 d'empreses de comerç i reparació d'automòbils, 1 d'una empresa d'hostatgeria i restauració, 4 d'empreses financeres i 1 d'una empresa de serveis.
Dels 8 establiments de servei als particulars que hi havia el 2009, 2 eren tallers de reparació d'automòbils i de material agrícola, 1 fusteria, 2 lampisteries, 1 electricista, 1 empresa de construcció i 1 restaurant.
L'any 2000 a Simplé hi havia 26 explotacions agrícoles que ocupaven un total de 702 hectàrees.

## Equipaments sanitaris i escolars
El 2009 hi havia una escola elemental.

## Poblacions més properes
El següent diagrama mostra les poblacions més properes.